# Cyanopelor magnificus
Cyanopelor magnificus là một loài tò vò trong họ Ichneumonidae.